# Кралимаркови следи
Кралимарковите следи са цяла една голяма група мегалитни паметници свързана в българския фолклор и митология с епическия герой Крали Марко. Т.нар. „топоси“, които носят името на митологичния герой датират още от дълбока древност – „Марковите камъни“ се отнасят към тракийската древност и много често в легендите свързани с тях, личат антични следи, които връзки са убедително доказани от интердисциплинарни изследвания в българската историческа наука.
Мегалитните паметници свързани с епическия герой най-често носят названия като „Марков камък“, „Маркова скала“, „Маркова стъпка“, където се наблюдават изкуствено изсечени вдлъбнатини, които народната памет е съхранила като – „краката на Крали Марко“, ръцете на героя или отпечатък от стъпките на коня му. Народните предания и легенди за тези паметници най-често обясняват как тези следи са се съхранили или появили върху камъка, свързвайки ги главно с героичните подвизи на героя или само с неговото присъствие. В цялата българска етническа територия са запезени топонимите Марков камък, Маркова стъпка, Маркова могила. Досегашните проучвания на българските археолози и етнолози доказват, и то по убедителен начин, че т.нар. Крали-Маркови камъни представляват древнотракийски мегалитни светилища.

## Научни изследвания
Проф.Иван Венедиков разглежда Кралимарковите камъни като материален артефакт от мегалитни светилища ползвани от древните траки, като подчертава, че легендите свързани с тях може да е наследство от древния мит, съхранен от българския фолклор.
Между 2000 и 2009 г. проф.Васил Марков и неговия екип провеждат поредица от комплексни проучвания на терен, чийто обект на анализ са именно следите от Крали Марко в българския народен героичен епос и връзката им със скалноизсечените мегалитни паметници. В научните си търсения проф. Марков се базира на изследванията на Евгени Тодоров „Български народен героичен епос“ и „Български юнашки епос“ (под редакцията на Цветана Романска). Марков разделя мегалитните паметници свързани с легендите за Крали Марко на две групи:
- пазещи отпечатъка от стъпката на юнака/сестра му/жена му/конят или кучето му
- хвърлените от Марко/сестра му/жена му камъни, върху които най-често присъства изсечен отпечатък от ръка

Местностите, носещи името Марков камък обхващаща ниските части на Средна гора северно и маркират своеобразна дъга започваща от с.Паничери, продължаваща към билото на планината на запад към землището на с.Красново, като на север разпространението на топонима достига землището на с.Богдан. В рамките на този свещен път могат да се включат повече от осем местности, сред които Марков камък, Малки Маркови камъни, Големи Маркови камъни и Маркова могила. Тази концентрация на топоними, свързана с Крали Марко, не е случайна и почти напълно припокрива култовата територия около т.нар. „Свещен път“, включващ култовите градежи и светилища на територията на Средна гора. В пределите на всички местности, носещи името на Крали Марко, се откриват фрагменти от тракийски керамични съдове, датирани най-общо през І хил. пр. Хр. Някои от местностите, какъвто е случаят северно от с. Паничери и Марков камък по пътя за Кози грамади, са в близост и дори интегрирани в могилни некрополи. Според типологията на проф. Васил Марков за Марковите камъни, тези култови съоръжения по южните склонове на Средна гора спадат към една основна група. Това е групата на камъните, върху които митологичният герой е ходил заедно със съпътващия го персонаж – сестра му, конят или кучето му.
Интересна подробност е, че в много от случаите скалите, носещи името на Марко на територията на Средна гора, са места, където са концентрирани мълнии по време на буря. Твърде е вероятно по тази причина зад образа на Крали Марко в Средна гора да се е криел и тракийски гръмовержец (Атонският Зевс, гетският Гибелезис и Зевс Сбелсурд) – божество на урагана и природните сили. Марковите камъни в Средна гора в своето разположение достигат и билото на Стара планина. Според доц.Иван Христов присъствието на Крали Марко по „високото“ и „ниското“ обозначава подвластната територия на героя. Това, апоред христов много напомня и за ритуалните обхождания на границите на държавата, извършвана в древността от тракийските царе. Христов допуска, че скалите, носещи името на Марко, са светилища на фолклорния наследник на тракийските владетели, контролирали изследваната територия пред две хиляди и четиристотин години.